# Braunschweiger Straße 5 (Magdeburg)

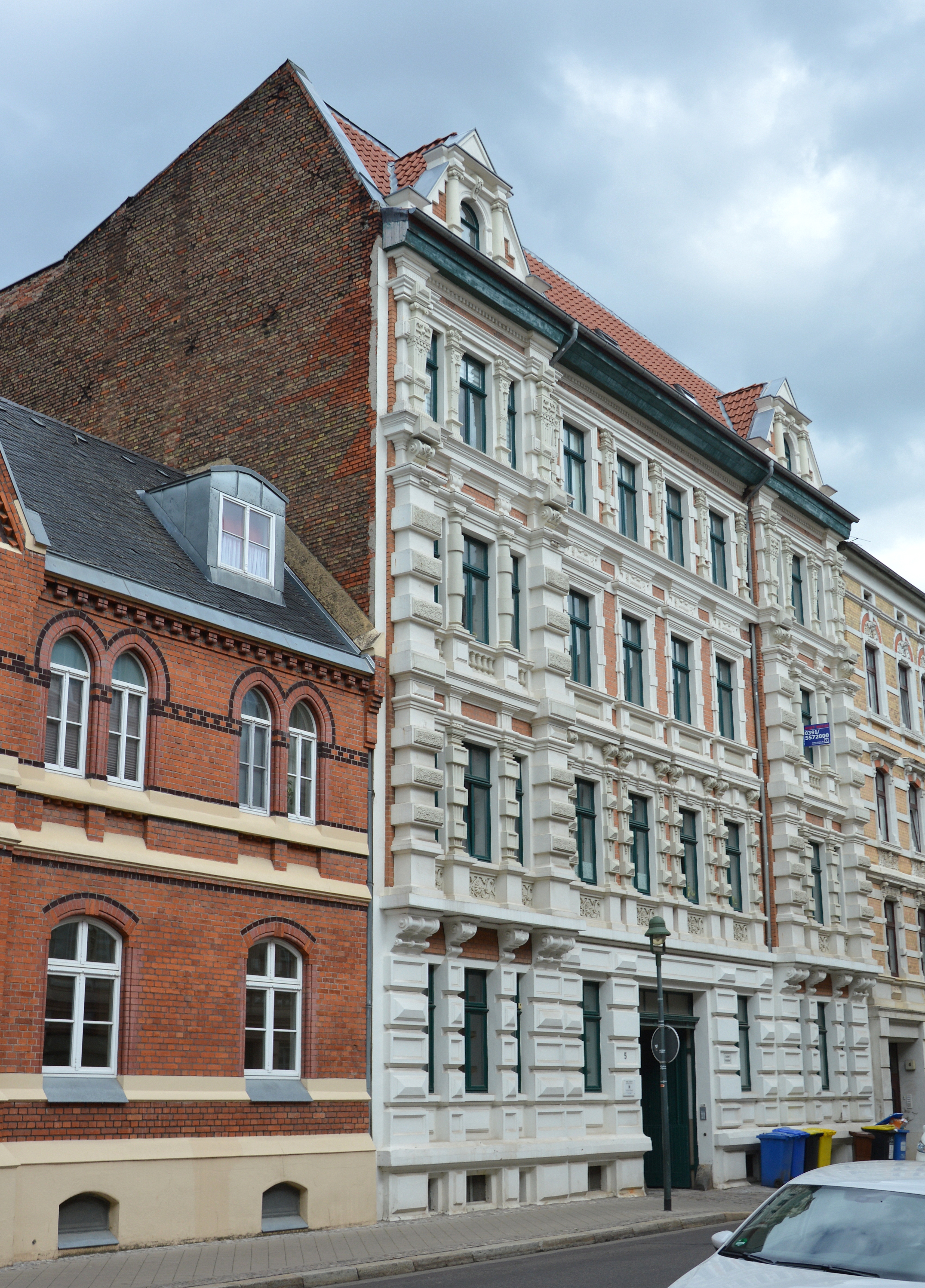
Braunschweiger Straße 5

Das Haus Braunschweiger Straße 5 ist ein denkmalgeschütztes Wohnhaus in Magdeburg in Sachsen-Anhalt.

## Lage
Es befindet sich auf der Ostseite der Braunschweiger Straße im Magdeburger Stadtteil Sudenburg. Das Gebäude gehört als  Einzeldenkmal zum Denkmalbereich Braunschweiger Straße 1–10, 98–108. Nördlich grenzt das gleichfalls denkmalgeschützte Haus Braunschweiger Straße 6, südlich das Gebäude Braunschweiger Straße 4 an.

## Architektur und Geschichte
Das viergeschossige Wohnhaus wurde im Jahr 1885 für den Kupferschmiedemeister M. Seidemann, der hier auch lebte und auf dem Hof seine Werkstatt betrieb, nach Plänen von Max Behrendt erbaut. Die Fassade des repräsentativ gestalteten Ziegelgebäudes ist im Stil der Neorenaissance gestaltet und zitiert manieristische Formen der französischen Renaissance des 16. und frühen 17. Jahrhunderts. Geprägt wird die Fassade durch in unterschiedlichen Formen kräftig ausgeführte Rustikaquaderungen, die insbesondere an Pilastern und Säulen auffällt. Die seitlichen Achsen der Fassade sind als Risalite betont und mit kleinen Giebeln bekrönt. Ursprünglich waren die Giebel durch Obelisken verziert, die jedoch nicht mehr vorhanden sind.
Im Denkmalverzeichnis für Magdeburg ist das Wohnhaus unter der Erfassungsnummer 094 81930 als Baudenkmal verzeichnet.
Das Gebäude gilt als Bestandteil des gründerzeitlichen Straßenzugs als städtebaulich bedeutend und hat eine der aufwendigsten Fassadengestaltungen der Bauzeit in Magdeburg. Außerdem gilt es als sozialgeschichtliches Beispiel für die gemischte Nutzung von Wohnungen und Gewerbe in der Gründerzeit.